# Liste der preußischen Innenminister
Liste der preußischen Innenminister von der Gründung des preußischen Innenministeriums 1808 bis zur Auflösung des Staates Preußen 1945. Die preußischen Innenminister waren Mitglieder des Preußischen Staatsministeriums.
Die zugehörige Kategorie ist Landesminister (Preußen).

## Innenminister
| Name | Amtsantritt | Amtsaustritt      | Bild |
| --- | --- | ----------------- | --- |
| Friedrich Ferdinand Alexander zu Dohna-Schlobitten                                                                                       | 1808 | 1810              | Wappen des Königreichs Preußen · Friedrich von Schuckmann · Adolf Heinrich von Arnim-Boitzenburg · Friedrich von Kühlwetter · Otto Theodor von Manteuffel · Ferdinand Otto Wilhelm Henning von Westphalen · Friedrich Albert zu Eulenberg · Abgeordnete des vereinigten Landtages · Botho Wendt zu Eulenberg · Theobald von Bethmann Hollweg · Carl Severing · Hermann Göring · Wilhelm Frick · Heinrich Himmler · Paul Giesler |
| Wilhelm zu Sayn-Wittgenstein-Hohenstein Polizeiminister                                                                                  | 1817 | 1819              | Wappen des Königreichs Preußen · Friedrich von Schuckmann · Adolf Heinrich von Arnim-Boitzenburg · Friedrich von Kühlwetter · Otto Theodor von Manteuffel · Ferdinand Otto Wilhelm Henning von Westphalen · Friedrich Albert zu Eulenberg · Abgeordnete des vereinigten Landtages · Botho Wendt zu Eulenberg · Theobald von Bethmann Hollweg · Carl Severing · Hermann Göring · Wilhelm Frick · Heinrich Himmler · Paul Giesler |
| Friedrich von Schuckmann | 1814 | 1834              | Wappen des Königreichs Preußen · Friedrich von Schuckmann · Adolf Heinrich von Arnim-Boitzenburg · Friedrich von Kühlwetter · Otto Theodor von Manteuffel · Ferdinand Otto Wilhelm Henning von Westphalen · Friedrich Albert zu Eulenberg · Abgeordnete des vereinigten Landtages · Botho Wendt zu Eulenberg · Theobald von Bethmann Hollweg · Carl Severing · Hermann Göring · Wilhelm Frick · Heinrich Himmler · Paul Giesler |
| Gustav Adolf Rochus von Rochow Minister des Innern und der Polizei                                                                       | 1834 | 1842              | Wappen des Königreichs Preußen · Friedrich von Schuckmann · Adolf Heinrich von Arnim-Boitzenburg · Friedrich von Kühlwetter · Otto Theodor von Manteuffel · Ferdinand Otto Wilhelm Henning von Westphalen · Friedrich Albert zu Eulenberg · Abgeordnete des vereinigten Landtages · Botho Wendt zu Eulenberg · Theobald von Bethmann Hollweg · Carl Severing · Hermann Göring · Wilhelm Frick · Heinrich Himmler · Paul Giesler |
| Adolf Heinrich von Arnim-Boitzenburg | 1842 | 1845              | Wappen des Königreichs Preußen · Friedrich von Schuckmann · Adolf Heinrich von Arnim-Boitzenburg · Friedrich von Kühlwetter · Otto Theodor von Manteuffel · Ferdinand Otto Wilhelm Henning von Westphalen · Friedrich Albert zu Eulenberg · Abgeordnete des vereinigten Landtages · Botho Wendt zu Eulenberg · Theobald von Bethmann Hollweg · Carl Severing · Hermann Göring · Wilhelm Frick · Heinrich Himmler · Paul Giesler |
| Ernst von Bodelschwingh der Ältere | 1845 | 18. März 1848     | Wappen des Königreichs Preußen · Friedrich von Schuckmann · Adolf Heinrich von Arnim-Boitzenburg · Friedrich von Kühlwetter · Otto Theodor von Manteuffel · Ferdinand Otto Wilhelm Henning von Westphalen · Friedrich Albert zu Eulenberg · Abgeordnete des vereinigten Landtages · Botho Wendt zu Eulenberg · Theobald von Bethmann Hollweg · Carl Severing · Hermann Göring · Wilhelm Frick · Heinrich Himmler · Paul Giesler |
| Alfred von Auerswald | 19. März 1848 | 14. Juni 1848     | Wappen des Königreichs Preußen · Friedrich von Schuckmann · Adolf Heinrich von Arnim-Boitzenburg · Friedrich von Kühlwetter · Otto Theodor von Manteuffel · Ferdinand Otto Wilhelm Henning von Westphalen · Friedrich Albert zu Eulenberg · Abgeordnete des vereinigten Landtages · Botho Wendt zu Eulenberg · Theobald von Bethmann Hollweg · Carl Severing · Hermann Göring · Wilhelm Frick · Heinrich Himmler · Paul Giesler |
| Friedrich von Kühlwetter | Juli 1848 | September 1848    | Wappen des Königreichs Preußen · Friedrich von Schuckmann · Adolf Heinrich von Arnim-Boitzenburg · Friedrich von Kühlwetter · Otto Theodor von Manteuffel · Ferdinand Otto Wilhelm Henning von Westphalen · Friedrich Albert zu Eulenberg · Abgeordnete des vereinigten Landtages · Botho Wendt zu Eulenberg · Theobald von Bethmann Hollweg · Carl Severing · Hermann Göring · Wilhelm Frick · Heinrich Himmler · Paul Giesler |
| Franz August Eichmann | September 1848 | November 1848     | Wappen des Königreichs Preußen · Friedrich von Schuckmann · Adolf Heinrich von Arnim-Boitzenburg · Friedrich von Kühlwetter · Otto Theodor von Manteuffel · Ferdinand Otto Wilhelm Henning von Westphalen · Friedrich Albert zu Eulenberg · Abgeordnete des vereinigten Landtages · Botho Wendt zu Eulenberg · Theobald von Bethmann Hollweg · Carl Severing · Hermann Göring · Wilhelm Frick · Heinrich Himmler · Paul Giesler |
| Otto Theodor von Manteuffel | 8. November 1848 | 6. November 1850  | Wappen des Königreichs Preußen · Friedrich von Schuckmann · Adolf Heinrich von Arnim-Boitzenburg · Friedrich von Kühlwetter · Otto Theodor von Manteuffel · Ferdinand Otto Wilhelm Henning von Westphalen · Friedrich Albert zu Eulenberg · Abgeordnete des vereinigten Landtages · Botho Wendt zu Eulenberg · Theobald von Bethmann Hollweg · Carl Severing · Hermann Göring · Wilhelm Frick · Heinrich Himmler · Paul Giesler |
| Ferdinand von Westphalen | 19. Dezember 1850 | 7. Oktober 1858   | Wappen des Königreichs Preußen · Friedrich von Schuckmann · Adolf Heinrich von Arnim-Boitzenburg · Friedrich von Kühlwetter · Otto Theodor von Manteuffel · Ferdinand Otto Wilhelm Henning von Westphalen · Friedrich Albert zu Eulenberg · Abgeordnete des vereinigten Landtages · Botho Wendt zu Eulenberg · Theobald von Bethmann Hollweg · Carl Severing · Hermann Göring · Wilhelm Frick · Heinrich Himmler · Paul Giesler |
| Eduard Heinrich von Flottwell | 7. Oktober 1858 | Juli 1859         | Wappen des Königreichs Preußen · Friedrich von Schuckmann · Adolf Heinrich von Arnim-Boitzenburg · Friedrich von Kühlwetter · Otto Theodor von Manteuffel · Ferdinand Otto Wilhelm Henning von Westphalen · Friedrich Albert zu Eulenberg · Abgeordnete des vereinigten Landtages · Botho Wendt zu Eulenberg · Theobald von Bethmann Hollweg · Carl Severing · Hermann Göring · Wilhelm Frick · Heinrich Himmler · Paul Giesler |
| Maximilian von Schwerin-Putzar | 1859 | 1862              | Wappen des Königreichs Preußen · Friedrich von Schuckmann · Adolf Heinrich von Arnim-Boitzenburg · Friedrich von Kühlwetter · Otto Theodor von Manteuffel · Ferdinand Otto Wilhelm Henning von Westphalen · Friedrich Albert zu Eulenberg · Abgeordnete des vereinigten Landtages · Botho Wendt zu Eulenberg · Theobald von Bethmann Hollweg · Carl Severing · Hermann Göring · Wilhelm Frick · Heinrich Himmler · Paul Giesler |
| Gustav von Jagow | März 1862 | Dezember 1862     | Wappen des Königreichs Preußen · Friedrich von Schuckmann · Adolf Heinrich von Arnim-Boitzenburg · Friedrich von Kühlwetter · Otto Theodor von Manteuffel · Ferdinand Otto Wilhelm Henning von Westphalen · Friedrich Albert zu Eulenberg · Abgeordnete des vereinigten Landtages · Botho Wendt zu Eulenberg · Theobald von Bethmann Hollweg · Carl Severing · Hermann Göring · Wilhelm Frick · Heinrich Himmler · Paul Giesler |
| Friedrich Albrecht zu Eulenburg | 9. Dezember 1862 | März 1878         | Wappen des Königreichs Preußen · Friedrich von Schuckmann · Adolf Heinrich von Arnim-Boitzenburg · Friedrich von Kühlwetter · Otto Theodor von Manteuffel · Ferdinand Otto Wilhelm Henning von Westphalen · Friedrich Albert zu Eulenberg · Abgeordnete des vereinigten Landtages · Botho Wendt zu Eulenberg · Theobald von Bethmann Hollweg · Carl Severing · Hermann Göring · Wilhelm Frick · Heinrich Himmler · Paul Giesler |
| Botho August Wendt Graf zu Eulenburg-Wicken                                                                                              | 1878 | 1881              | Wappen des Königreichs Preußen · Friedrich von Schuckmann · Adolf Heinrich von Arnim-Boitzenburg · Friedrich von Kühlwetter · Otto Theodor von Manteuffel · Ferdinand Otto Wilhelm Henning von Westphalen · Friedrich Albert zu Eulenberg · Abgeordnete des vereinigten Landtages · Botho Wendt zu Eulenberg · Theobald von Bethmann Hollweg · Carl Severing · Hermann Göring · Wilhelm Frick · Heinrich Himmler · Paul Giesler |
| Robert Viktor von Puttkamer | 1881 | 1888              | Wappen des Königreichs Preußen · Friedrich von Schuckmann · Adolf Heinrich von Arnim-Boitzenburg · Friedrich von Kühlwetter · Otto Theodor von Manteuffel · Ferdinand Otto Wilhelm Henning von Westphalen · Friedrich Albert zu Eulenberg · Abgeordnete des vereinigten Landtages · Botho Wendt zu Eulenberg · Theobald von Bethmann Hollweg · Carl Severing · Hermann Göring · Wilhelm Frick · Heinrich Himmler · Paul Giesler |
| Ernst Ludwig Herrfurth | 1888 | 1892              | Wappen des Königreichs Preußen · Friedrich von Schuckmann · Adolf Heinrich von Arnim-Boitzenburg · Friedrich von Kühlwetter · Otto Theodor von Manteuffel · Ferdinand Otto Wilhelm Henning von Westphalen · Friedrich Albert zu Eulenberg · Abgeordnete des vereinigten Landtages · Botho Wendt zu Eulenberg · Theobald von Bethmann Hollweg · Carl Severing · Hermann Göring · Wilhelm Frick · Heinrich Himmler · Paul Giesler |
| Botho August Wendt Graf zu Eulenburg-Wicken                                                                                              | 1892 | 1894              | Wappen des Königreichs Preußen · Friedrich von Schuckmann · Adolf Heinrich von Arnim-Boitzenburg · Friedrich von Kühlwetter · Otto Theodor von Manteuffel · Ferdinand Otto Wilhelm Henning von Westphalen · Friedrich Albert zu Eulenberg · Abgeordnete des vereinigten Landtages · Botho Wendt zu Eulenberg · Theobald von Bethmann Hollweg · Carl Severing · Hermann Göring · Wilhelm Frick · Heinrich Himmler · Paul Giesler |
| Ernst Matthias von Köller | 1894 | 6. Dezember 1895  | Wappen des Königreichs Preußen · Friedrich von Schuckmann · Adolf Heinrich von Arnim-Boitzenburg · Friedrich von Kühlwetter · Otto Theodor von Manteuffel · Ferdinand Otto Wilhelm Henning von Westphalen · Friedrich Albert zu Eulenberg · Abgeordnete des vereinigten Landtages · Botho Wendt zu Eulenberg · Theobald von Bethmann Hollweg · Carl Severing · Hermann Göring · Wilhelm Frick · Heinrich Himmler · Paul Giesler |
| Gustav Wilhelm Eberhard von der Recke von der Horst                                                                                      | 1895 | 1899              | Wappen des Königreichs Preußen · Friedrich von Schuckmann · Adolf Heinrich von Arnim-Boitzenburg · Friedrich von Kühlwetter · Otto Theodor von Manteuffel · Ferdinand Otto Wilhelm Henning von Westphalen · Friedrich Albert zu Eulenberg · Abgeordnete des vereinigten Landtages · Botho Wendt zu Eulenberg · Theobald von Bethmann Hollweg · Carl Severing · Hermann Göring · Wilhelm Frick · Heinrich Himmler · Paul Giesler |
| Kreuzwendedich Georg von Rheinbaben | 1899 | 1901              | Wappen des Königreichs Preußen · Friedrich von Schuckmann · Adolf Heinrich von Arnim-Boitzenburg · Friedrich von Kühlwetter · Otto Theodor von Manteuffel · Ferdinand Otto Wilhelm Henning von Westphalen · Friedrich Albert zu Eulenberg · Abgeordnete des vereinigten Landtages · Botho Wendt zu Eulenberg · Theobald von Bethmann Hollweg · Carl Severing · Hermann Göring · Wilhelm Frick · Heinrich Himmler · Paul Giesler |
| Hans Christian Friedrich Wilhelm von Hammerstein-Loxten                                                                                  | Mai 1901 | 20. März 1905     | Wappen des Königreichs Preußen · Friedrich von Schuckmann · Adolf Heinrich von Arnim-Boitzenburg · Friedrich von Kühlwetter · Otto Theodor von Manteuffel · Ferdinand Otto Wilhelm Henning von Westphalen · Friedrich Albert zu Eulenberg · Abgeordnete des vereinigten Landtages · Botho Wendt zu Eulenberg · Theobald von Bethmann Hollweg · Carl Severing · Hermann Göring · Wilhelm Frick · Heinrich Himmler · Paul Giesler |
| Theobald von Bethmann Hollweg | 1905 | 1907              | Wappen des Königreichs Preußen · Friedrich von Schuckmann · Adolf Heinrich von Arnim-Boitzenburg · Friedrich von Kühlwetter · Otto Theodor von Manteuffel · Ferdinand Otto Wilhelm Henning von Westphalen · Friedrich Albert zu Eulenberg · Abgeordnete des vereinigten Landtages · Botho Wendt zu Eulenberg · Theobald von Bethmann Hollweg · Carl Severing · Hermann Göring · Wilhelm Frick · Heinrich Himmler · Paul Giesler |
| Friedrich Ludwig Elisa von Moltke | 24. Juni 1907 | 18. Juni 1910     | Wappen des Königreichs Preußen · Friedrich von Schuckmann · Adolf Heinrich von Arnim-Boitzenburg · Friedrich von Kühlwetter · Otto Theodor von Manteuffel · Ferdinand Otto Wilhelm Henning von Westphalen · Friedrich Albert zu Eulenberg · Abgeordnete des vereinigten Landtages · Botho Wendt zu Eulenberg · Theobald von Bethmann Hollweg · Carl Severing · Hermann Göring · Wilhelm Frick · Heinrich Himmler · Paul Giesler |
| Johann (Hans) Nikolaus Michael Louis von Dallwitz                                                                                        | 18. Juni 1910 | 18. April 1914    | Wappen des Königreichs Preußen · Friedrich von Schuckmann · Adolf Heinrich von Arnim-Boitzenburg · Friedrich von Kühlwetter · Otto Theodor von Manteuffel · Ferdinand Otto Wilhelm Henning von Westphalen · Friedrich Albert zu Eulenberg · Abgeordnete des vereinigten Landtages · Botho Wendt zu Eulenberg · Theobald von Bethmann Hollweg · Carl Severing · Hermann Göring · Wilhelm Frick · Heinrich Himmler · Paul Giesler |
| Friedrich Wilhelm von Loebell | 1. Mai 1914 | 6. August 1917    | Wappen des Königreichs Preußen · Friedrich von Schuckmann · Adolf Heinrich von Arnim-Boitzenburg · Friedrich von Kühlwetter · Otto Theodor von Manteuffel · Ferdinand Otto Wilhelm Henning von Westphalen · Friedrich Albert zu Eulenberg · Abgeordnete des vereinigten Landtages · Botho Wendt zu Eulenberg · Theobald von Bethmann Hollweg · Carl Severing · Hermann Göring · Wilhelm Frick · Heinrich Himmler · Paul Giesler |
| Wilhelm (Bill) Arnold Drews | 9. August 1917 | 11. November 1918 | Wappen des Königreichs Preußen · Friedrich von Schuckmann · Adolf Heinrich von Arnim-Boitzenburg · Friedrich von Kühlwetter · Otto Theodor von Manteuffel · Ferdinand Otto Wilhelm Henning von Westphalen · Friedrich Albert zu Eulenberg · Abgeordnete des vereinigten Landtages · Botho Wendt zu Eulenberg · Theobald von Bethmann Hollweg · Carl Severing · Hermann Göring · Wilhelm Frick · Heinrich Himmler · Paul Giesler |
| Rudolf Breitscheid (zusammen mit Paul Hirsch)                                                                                            | 12. November 1918 | 4. Januar 1919    | Wappen des Königreichs Preußen · Friedrich von Schuckmann · Adolf Heinrich von Arnim-Boitzenburg · Friedrich von Kühlwetter · Otto Theodor von Manteuffel · Ferdinand Otto Wilhelm Henning von Westphalen · Friedrich Albert zu Eulenberg · Abgeordnete des vereinigten Landtages · Botho Wendt zu Eulenberg · Theobald von Bethmann Hollweg · Carl Severing · Hermann Göring · Wilhelm Frick · Heinrich Himmler · Paul Giesler |
| Wolfgang Heine | 25. März 1919 | 26. März 1920     | Wappen des Königreichs Preußen · Friedrich von Schuckmann · Adolf Heinrich von Arnim-Boitzenburg · Friedrich von Kühlwetter · Otto Theodor von Manteuffel · Ferdinand Otto Wilhelm Henning von Westphalen · Friedrich Albert zu Eulenberg · Abgeordnete des vereinigten Landtages · Botho Wendt zu Eulenberg · Theobald von Bethmann Hollweg · Carl Severing · Hermann Göring · Wilhelm Frick · Heinrich Himmler · Paul Giesler |
| Carl Wilhelm Severing | 29. März 1920 | 10. März 1921     | Wappen des Königreichs Preußen · Friedrich von Schuckmann · Adolf Heinrich von Arnim-Boitzenburg · Friedrich von Kühlwetter · Otto Theodor von Manteuffel · Ferdinand Otto Wilhelm Henning von Westphalen · Friedrich Albert zu Eulenberg · Abgeordnete des vereinigten Landtages · Botho Wendt zu Eulenberg · Theobald von Bethmann Hollweg · Carl Severing · Hermann Göring · Wilhelm Frick · Heinrich Himmler · Paul Giesler |
| Adolph Alexander Eberhard Dominicus | 21. April 1921 | 1. November 1921  | Wappen des Königreichs Preußen · Friedrich von Schuckmann · Adolf Heinrich von Arnim-Boitzenburg · Friedrich von Kühlwetter · Otto Theodor von Manteuffel · Ferdinand Otto Wilhelm Henning von Westphalen · Friedrich Albert zu Eulenberg · Abgeordnete des vereinigten Landtages · Botho Wendt zu Eulenberg · Theobald von Bethmann Hollweg · Carl Severing · Hermann Göring · Wilhelm Frick · Heinrich Himmler · Paul Giesler |
| Carl Wilhelm Severing | 7. November 1921 | 6. Oktober 1926   | Wappen des Königreichs Preußen · Friedrich von Schuckmann · Adolf Heinrich von Arnim-Boitzenburg · Friedrich von Kühlwetter · Otto Theodor von Manteuffel · Ferdinand Otto Wilhelm Henning von Westphalen · Friedrich Albert zu Eulenberg · Abgeordnete des vereinigten Landtages · Botho Wendt zu Eulenberg · Theobald von Bethmann Hollweg · Carl Severing · Hermann Göring · Wilhelm Frick · Heinrich Himmler · Paul Giesler |
| Albert Grzesinski | Oktober 1926 | 28. Februar 1930  | Wappen des Königreichs Preußen · Friedrich von Schuckmann · Adolf Heinrich von Arnim-Boitzenburg · Friedrich von Kühlwetter · Otto Theodor von Manteuffel · Ferdinand Otto Wilhelm Henning von Westphalen · Friedrich Albert zu Eulenberg · Abgeordnete des vereinigten Landtages · Botho Wendt zu Eulenberg · Theobald von Bethmann Hollweg · Carl Severing · Hermann Göring · Wilhelm Frick · Heinrich Himmler · Paul Giesler |
| Heinrich Eugen Waentig | März 1930 | 21. Oktober 1930  | Wappen des Königreichs Preußen · Friedrich von Schuckmann · Adolf Heinrich von Arnim-Boitzenburg · Friedrich von Kühlwetter · Otto Theodor von Manteuffel · Ferdinand Otto Wilhelm Henning von Westphalen · Friedrich Albert zu Eulenberg · Abgeordnete des vereinigten Landtages · Botho Wendt zu Eulenberg · Theobald von Bethmann Hollweg · Carl Severing · Hermann Göring · Wilhelm Frick · Heinrich Himmler · Paul Giesler |
| Carl Wilhelm Severing | 24. Oktober 1930 | 20. Juli 1932     | Wappen des Königreichs Preußen · Friedrich von Schuckmann · Adolf Heinrich von Arnim-Boitzenburg · Friedrich von Kühlwetter · Otto Theodor von Manteuffel · Ferdinand Otto Wilhelm Henning von Westphalen · Friedrich Albert zu Eulenberg · Abgeordnete des vereinigten Landtages · Botho Wendt zu Eulenberg · Theobald von Bethmann Hollweg · Carl Severing · Hermann Göring · Wilhelm Frick · Heinrich Himmler · Paul Giesler |
| Franz Bracht Reichskommissar (ab 3. Dezember 1932 auch Reichsinnenminister)                                                              | 20. Juli 1932 | 28. Januar 1933   | Wappen des Königreichs Preußen · Friedrich von Schuckmann · Adolf Heinrich von Arnim-Boitzenburg · Friedrich von Kühlwetter · Otto Theodor von Manteuffel · Ferdinand Otto Wilhelm Henning von Westphalen · Friedrich Albert zu Eulenberg · Abgeordnete des vereinigten Landtages · Botho Wendt zu Eulenberg · Theobald von Bethmann Hollweg · Carl Severing · Hermann Göring · Wilhelm Frick · Heinrich Himmler · Paul Giesler |
| Hermann Göring Reichskommissar | 30. Januar 1933 | 7. April 1933     | Wappen des Königreichs Preußen · Friedrich von Schuckmann · Adolf Heinrich von Arnim-Boitzenburg · Friedrich von Kühlwetter · Otto Theodor von Manteuffel · Ferdinand Otto Wilhelm Henning von Westphalen · Friedrich Albert zu Eulenberg · Abgeordnete des vereinigten Landtages · Botho Wendt zu Eulenberg · Theobald von Bethmann Hollweg · Carl Severing · Hermann Göring · Wilhelm Frick · Heinrich Himmler · Paul Giesler |
| Hermann Göring (ab 11. April 1933 auch Ministerpräsident)                                                                                | 11./21. April 1933 | 1. Mai 1934       | Wappen des Königreichs Preußen · Friedrich von Schuckmann · Adolf Heinrich von Arnim-Boitzenburg · Friedrich von Kühlwetter · Otto Theodor von Manteuffel · Ferdinand Otto Wilhelm Henning von Westphalen · Friedrich Albert zu Eulenberg · Abgeordnete des vereinigten Landtages · Botho Wendt zu Eulenberg · Theobald von Bethmann Hollweg · Carl Severing · Hermann Göring · Wilhelm Frick · Heinrich Himmler · Paul Giesler |
| Wilhelm Frick (seit 30. Januar 1933 schon Reichsinnenminister)                                                                           | Mai 1934 | Oktober 1934      | Wappen des Königreichs Preußen · Friedrich von Schuckmann · Adolf Heinrich von Arnim-Boitzenburg · Friedrich von Kühlwetter · Otto Theodor von Manteuffel · Ferdinand Otto Wilhelm Henning von Westphalen · Friedrich Albert zu Eulenberg · Abgeordnete des vereinigten Landtages · Botho Wendt zu Eulenberg · Theobald von Bethmann Hollweg · Carl Severing · Hermann Göring · Wilhelm Frick · Heinrich Himmler · Paul Giesler |
| Zusammenlegung des preußischen Innenministeriums mit dem Reichsministerium des Innern zum Reichs- und Preußischen Ministerium des Innern | Zusammenlegung des preußischen Innenministeriums mit dem Reichsministerium des Innern zum Reichs- und Preußischen Ministerium des Innern | 1. November 1934  | Wappen des Königreichs Preußen · Friedrich von Schuckmann · Adolf Heinrich von Arnim-Boitzenburg · Friedrich von Kühlwetter · Otto Theodor von Manteuffel · Ferdinand Otto Wilhelm Henning von Westphalen · Friedrich Albert zu Eulenberg · Abgeordnete des vereinigten Landtages · Botho Wendt zu Eulenberg · Theobald von Bethmann Hollweg · Carl Severing · Hermann Göring · Wilhelm Frick · Heinrich Himmler · Paul Giesler |
| Wilhelm Frick (ohne preußische Polizei)                                                                                                  | 1. November 1934 | 20. August 1943   | Wappen des Königreichs Preußen · Friedrich von Schuckmann · Adolf Heinrich von Arnim-Boitzenburg · Friedrich von Kühlwetter · Otto Theodor von Manteuffel · Ferdinand Otto Wilhelm Henning von Westphalen · Friedrich Albert zu Eulenberg · Abgeordnete des vereinigten Landtages · Botho Wendt zu Eulenberg · Theobald von Bethmann Hollweg · Carl Severing · Hermann Göring · Wilhelm Frick · Heinrich Himmler · Paul Giesler |
| Heinrich Himmler (Aufgaben weitgehend an Wilhelm Stuckart delegiert)                                                                     | 20. August 1943 | 30. April 1945    | Wappen des Königreichs Preußen · Friedrich von Schuckmann · Adolf Heinrich von Arnim-Boitzenburg · Friedrich von Kühlwetter · Otto Theodor von Manteuffel · Ferdinand Otto Wilhelm Henning von Westphalen · Friedrich Albert zu Eulenberg · Abgeordnete des vereinigten Landtages · Botho Wendt zu Eulenberg · Theobald von Bethmann Hollweg · Carl Severing · Hermann Göring · Wilhelm Frick · Heinrich Himmler · Paul Giesler |
| Paul Giesler | 1. Mai 1945 | 8. Mai 1945       | Wappen des Königreichs Preußen · Friedrich von Schuckmann · Adolf Heinrich von Arnim-Boitzenburg · Friedrich von Kühlwetter · Otto Theodor von Manteuffel · Ferdinand Otto Wilhelm Henning von Westphalen · Friedrich Albert zu Eulenberg · Abgeordnete des vereinigten Landtages · Botho Wendt zu Eulenberg · Theobald von Bethmann Hollweg · Carl Severing · Hermann Göring · Wilhelm Frick · Heinrich Himmler · Paul Giesler |